# 沃倫 (瑞士)

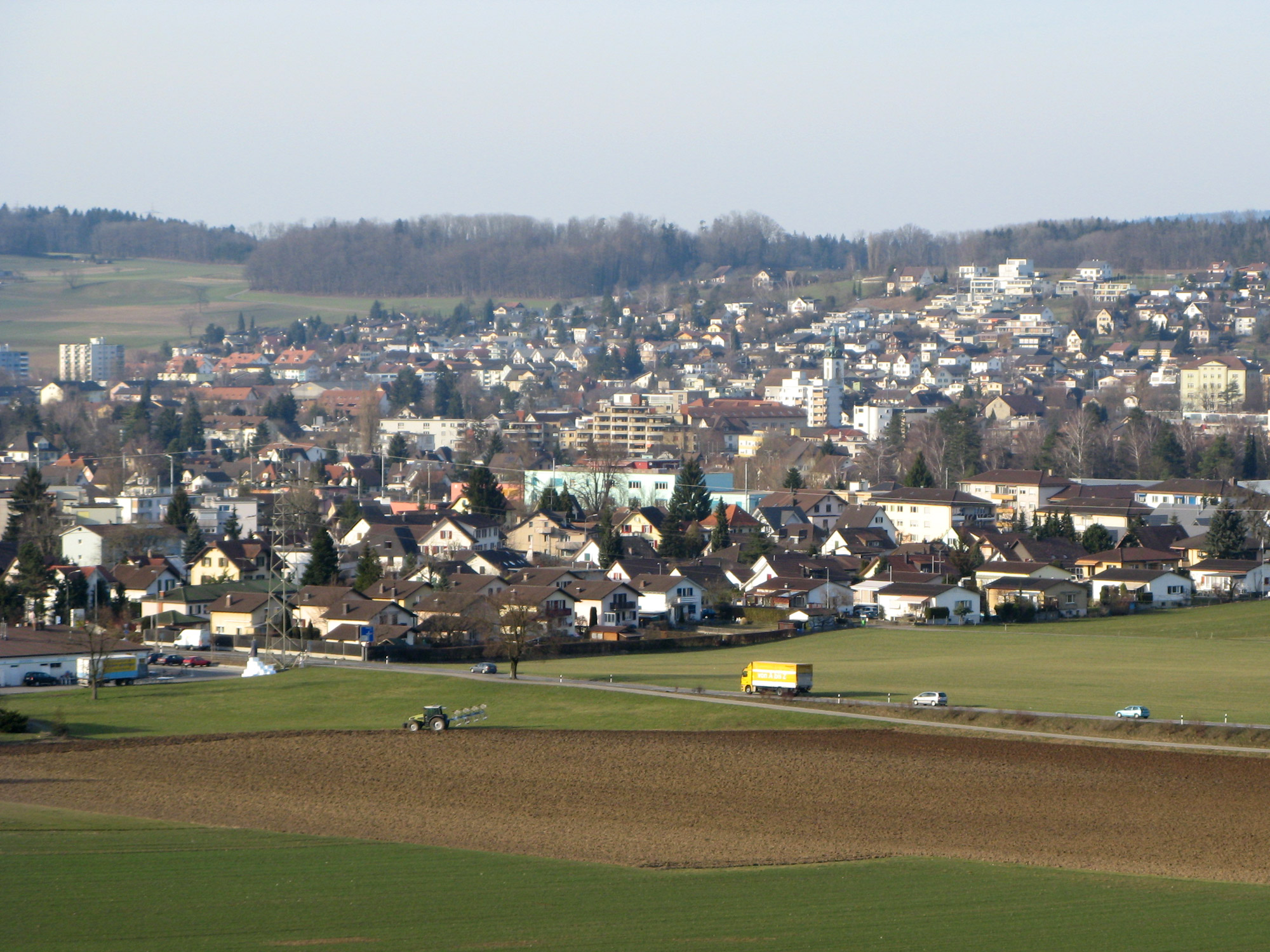

沃倫（德語：Wholen）是瑞士的城鎮，位於該國北部，由阿爾高州負責管轄，距離首府阿爾高18公里，面積12.48平方公里，海拔高度421米，2011年人口14,623，其中五成居民信奉羅馬天主教。